# Натан Брукс
Натан Юджин «Нейт» Брукс (англ. Nathan Eugene "Nate" Brooks; 4 серпня 1933 — 14 квітня 2020) — американський боксер найлегшої і легшої ваги. Олімпійський чемпіон (1952).

## Біографія
Народився 4 серпня 1933 року в Клівленді, штат Огайо.
На літніх Олімпійських іграх 1952 року в Гельсінкі (Фінляндія) на шляху до фіналу почергово переміг: Альфреда Зіму (Австрія), Рісто Луукконена (Фінляндія), Торбйорна Клаусена (Норвегія), Мірчу Добреску (Румунія) та Віллі Товіла (ПАС). У фінальному двобої переміг німця Едгара Базеля, виборовши золоту олімпійську медаль.
Після Олімпійських ігор перейшов до професійного боксу. Дебютував у січні 1953 року з перемоги над Реєм Адамсом. 8 лютого 1954 року виборов титул чемпіона Північної Америки у легшій вазі. Потерпівши 8 поразок поспіль, у липні 1958 року залишив бокс.
По закінченні боксерської кар'єри навчався на юридичному факультеті Університету штату Огайо.